# Robert Mitterrand
Pour les autres membres de la famille, voir Famille Mitterrand.
Robert Mitterrand, né le 22 septembre 1915 à Jarnac et mort le 9 décembre 2002 à Paris, est un ingénieur français. Il est le frère aîné du président de la République François Mitterrand (1916-1996) et du général Jacques Mitterrand (1918-2009). Il est le père de Frédéric Mitterrand (1947-2024), ancien ministre de la Culture et de la Communication.

## Biographie

### Jeunesse et études
Robert Mitterrand naît le 22 septembre 1915 dans la ville charentaise de Jarnac, au sein d'une famille bourgeoise catholique et conservatrice. Son grand-père paternel était chef de gare à Jarnac, fils d'un éclusier du canal de Berry (à Audes dans le département de l'Allier), et un catholique pratiquant. Sa grand-mère paternelle était limousine, d'une famille de petits fonctionnaires originaires de Séreilhac près de Limoges.
Son père Joseph, né à Limoges, était ingénieur de la Compagnie du chemin de fer de Paris à Orléans, puis en 1919 s'installa à Jarnac pour reprendre la direction de la vinaigrerie de son beau-père, devenant plus tard président de la fédération nationale des syndicats de fabricants de vinaigre. Sa mère, Yvonne Lorrain, issue d'une famille de tradition républicaine, était la fille de Jules Lorrain, négociant en vins et eaux de vie et conseiller municipal de Jarnac (et petit-neveu par alliance du ministre Léon Faucher).
Robert est le cinquième sur une famille de huit enfants. Il a trois frères, Jacques (1918-2009), général d'armée aérienne ; Philippe (1921-1992), exploitant agricole et ancien maire de Saint-Simon en Charente, et François (1916-1996), président de la République. Il a également quatre sœurs : Marie-Antoinette (1909-1999, épouse Ivaldi, puis de Renoult, puis Signard), Marie-Josèphe (1912-1997, épouse de Corlieu, puis Wegmann), Colette (1914-2004, épouse Landry) et Geneviève (1919-2006, épouse Delachenal).
Il grandit dans une famille fortunée, ayant l'électricité dès 1922. Il fréquente l'école privée Sainte-Marie de Jarnac avec son frère François. Moins sociable que lui, il s'intègre moins dans l'école. Il passe un baccalauréat littéraire, option latin et grec ancien.
Il intègre la classe de mathématiques élémentaires à l'automne 1930, bien qu'une appendicite l'empêche d'aller en cours pendant plusieurs mois. Il obtient le baccalauréat mention passable, et est inscrit par ses parents en classes préparatoires scientifiques au lycée Sainte-Geneviève
Il intègre l'École polytechnique en 1934. Âgé de 18 ans, il est alors l'une des personnes les plus jeunes à avoir intégré l'école. Il est ingénieur diplômé de l'École d'application des manufactures de l'État.

### Carrière professionnelle
Il est commissaire rapporteur aux affaires économiques pour les pays industriels (1944-1947).
Il devient le directeur de cabinet de son frère François Mitterrand, alors ministre des Anciens Combattants, puis secrétaire d'État à l'information (1947-1949).
En 1954, il devient conseiller technique aux Houillères du bassin du Nord et du Pas-de-Calais, et ce jusqu'en 1957. Il est alors nommé directeur de la Sofremines, poste qu'il conserve jusqu'en 1966.
En 1968, il est nommé directeur général puis président-directeur général de la société Hydrocarbon Engineering. En 1971, il devient directeur général de Sperry Univac.
En 1975, il est directeur général du secteur automatisme de CIT-Alcatel, président-directeur général de la société des machines Havas, et administrateur de Transac, de Ciave, et de Darubex.
Il est membre du cercle de l'Union interalliée, président des Amis de Chambord et administrateur du Centre français du commerce extérieur.

### Vie politique

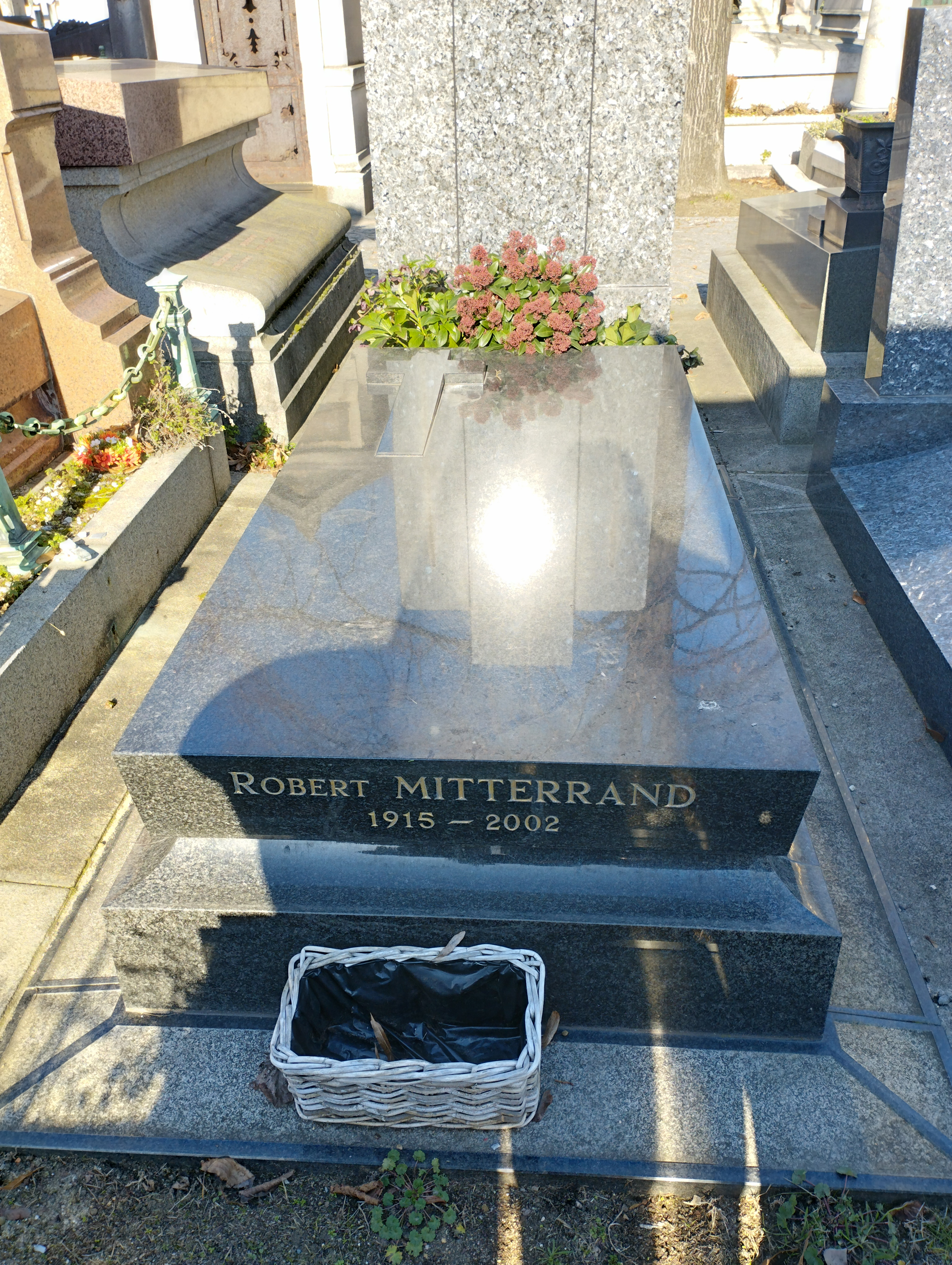
Tombe de Robert Mitterrand au cimetière de Passy.

En 1967, à l'occasion des élections législatives, Robert Mitterrand est le candidat envoyé par la Fédération de la gauche démocrate et socialiste pour affronter en Corrèze Jacques Chirac, qui vise son premier mandat de député. Mais il est devancé par le communiste Georges Émon, ce dernier n'empêchant pas la victoire du gaulliste, la droite conservant par ailleurs à un siège près la majorité à l'Assemblée nationale.
De 1966 à 1967, il est secrétaire général de la Convention des institutions républicaines. Voyageant beaucoup pour ses affaires, il est parfois chargé par le président de la République de transmettre des messages à des chefs d'État étrangers.

## Famille
Il épouse le 6 décembre 1939 Édith Cahier (1920-2014), fille du général Paul Cahier (dont la sœur Mercédès avait épousé Eugène Deloncle). Trois enfants naissent du couple :
- Jean-Gabriel (né en 1940), galeriste ;
- Olivier (né en 1943), polytechnicien et directeur de sociétés ;
- Frédéric (né en 1947 ; mort en 2024), homme de télévision, ministre de la Culture et de la Communication de juin 2009 à mai 2012.

Il se remarie le 8 septembre 1960 avec Arlette Paris (1932-2022), divorcée du magistrat René Chazelle, d'où :
- Maxime (né en 1960).

Il est inhumé au cimetière de Passy.

## Décorations
- Commandeur de la Légion d'honneur